# ويكي شيعة
ويكي شيعة موسوعة إلكترونية تابعة لإدارة المجمع العالمي لأهل البيت في إيران، وهي مشروع يستهدف كتابة أكبر موسوعة إنترنت للتعريف بمفاهيم الإسلام وفقاً لمدرسة أهل البيت من منظور شيعي؛ تشتمل هذه الموسوعة على 22 لغة.

## انطلاقة الموسوعة
انطلقت أعمال هذه الموسوعة رسمياً بعد إزاحة الستار عنها من قبل الرئيس الإيراني حسن روحاني عام 2013 بعد حضوره في «المؤتمر العالمي لسبط النبي الإمام الحسن المجتبى» الذي أقامه مجمع أهل البيت العالمي.

## سياسات الموسوعة
- انتهاج الحيادية: يترك في هذه الموسوعة الحكم والقضاء في موارد الاختلاف للقرّاء.
- اعتماد الرؤى المشهورة: لا تنتهج هذه الموسوعة استعراض الآراء والتحليلات الشخصيّة.
- مراعاة الاحتياط: تتجنّب هذه الموسوعة التطرق للنظريّات الجديدة التي ما زالت تفتقر للإثبات.
- توثيق المصادر: رغم وضوح الموسوعة في بيان الاختلافات المذهبيّة في البيت الإسلامي الواحد، فإن الموسوعة تسعى لاستقاء المعلومات من مصادر الدرجة الأولى المقبولة لدي عموم المذاهب الإسلامية.

## مميزات الموسوعة
تستعمل الموسوعة نظام ميدياويكي ذاته المستعمل في ويكيبيديا ولهذا النظام ميّزات منها:
- قابلية تعديل الصفحات والإضافة على مضامينها أو تصحيحها.
- وجود تبويب لتاريخ الصفحة، يتمثل بسجل يعرض كل التغييرات التي طرأت على الصفحة ومن قام بهذه التغييرات.
- وجود صفحة‌ للتغييرات الأخيرة، تعرض جميع التغييرات التي أُحْدِّثَت في جميع صفحات الموسوعة في معرض رؤية المتصفّحين.
- إمكانيّة استرجاع الصفحات أو التغييرات السابقة فيها.
- لإيجاد العلقة والارتباط بين مداخل الموسوعة بعضها البعض؛ بحيث يتمكّن قارئ المقالة أو متصفّح الموقع من فتح الصفحة المتعلّقة بأيّ من المفردات المستفادة في نصّ المقالة الحاليّة ومطالعتها للتمكّن من فهمها بدون الحاجة للجوء إلى إمكانيّة البحث في الموقع بل وفي ذات حين التصفّح. وتساعد هذه الخاصيّة على تمكين القارئ -وفي أثناء مطالعته لصفحة أحد مداخل الموسوعة- من الوصول إلى صفحات المفاهيم والمفردات المستخدمة في المدخل الحاليّ أيضاً وتحصي معلومات أكمل في ما يتعلّق بالموضوع محلّ البحث والمطالعة.
- وجود ارتباط بين المفردة الحاليّة وكلّ مقالة تتحدّث عن ذات الموضوع في ويكي شيعة باللغات الأخرى.
- استخدام التصنيفات في ذيل كلّ مقالة؛ حيث إنّ هذه التصانيف تعدّ عناوين كلية يندرج عنوان تلك المقالة في مصاف المجموعة الجزئيّة لذلك التصنيف الكليّ، وتعدّ هذه التصانيف فهرست موضوعيّاً لموسوعة ويكي شيعة.
- تشتمل كلّ صفحة ومقالة في ويكي شيعة؛ على صفحة لثبت تعليقات المشاهدين أيضاً. وتمكّن صفحة الحوار القرّاء من درج آرائهم في ما يتعلّق بالمقالة وأن يوصلوها إلى كاتب أو كتّاب المقالة أو محرّرها. فإنّ صفحة الحوار هي واقع الأمر منتدى من أجل تباحث المنظّرين ومحبّي موضوع المقالة الحاليّة؛ كما أنّها تساعد على تحصيل الغناء الشكليّ والمضمونيّ لتلك المقالة.